# Фонтан Арчибальда

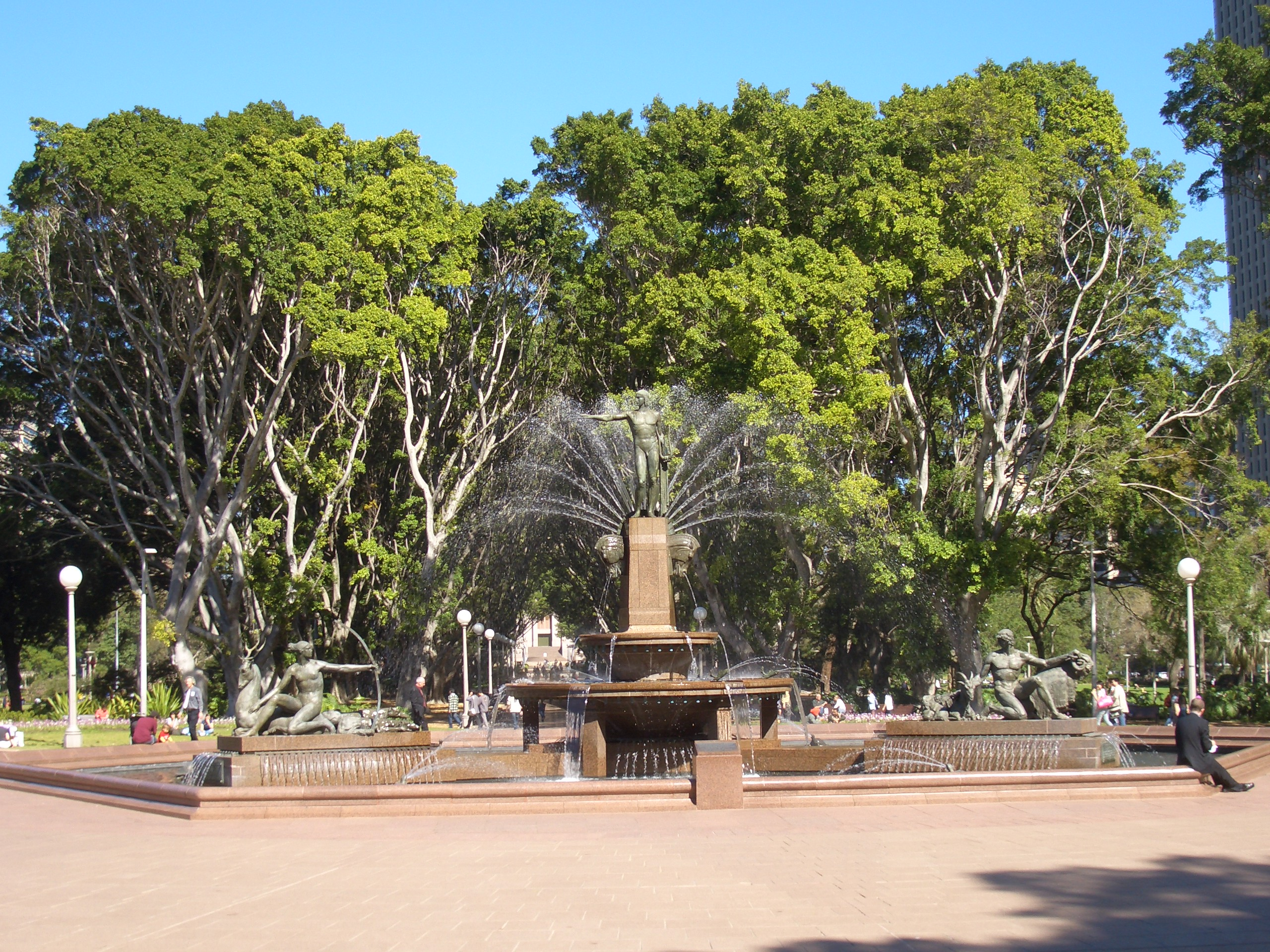
Фонтан Арчибальда, Гайд-парк, Сидней

Памятная доска на северной стороне фонтана

Фонтан Арчибальда, правильное название которого — Мемориальный фонтан Дж. Ф. Арчибальда, расположен в Гайд-парке в центре Сиднея, Австралия. Он назван в честь Дж. Ф. Арчибальда, владельца и редактора журнала The Bulletin, который завещал средства на строительство фонтана. Арчибальд уточнил, что он должен быть разработан французским художником, как из-за его большой любви к французской культуре, так и в ознаменование ассоциации Австралии и Франции в Первой мировой войне. Он хотел, чтобы Сидней стремился к парижскому гражданскому дизайну и украшениям. Художником был выбран Франсуа-Леон Сикар, который завершил скульптуру в Париже в 1926 году, впоследствии скульптура была размещена в Сиднее, где она была открыта 14 марта 1932 года лорд-мэром Сиднея Сэмюэлем Уолдером.

## Классическая традиция

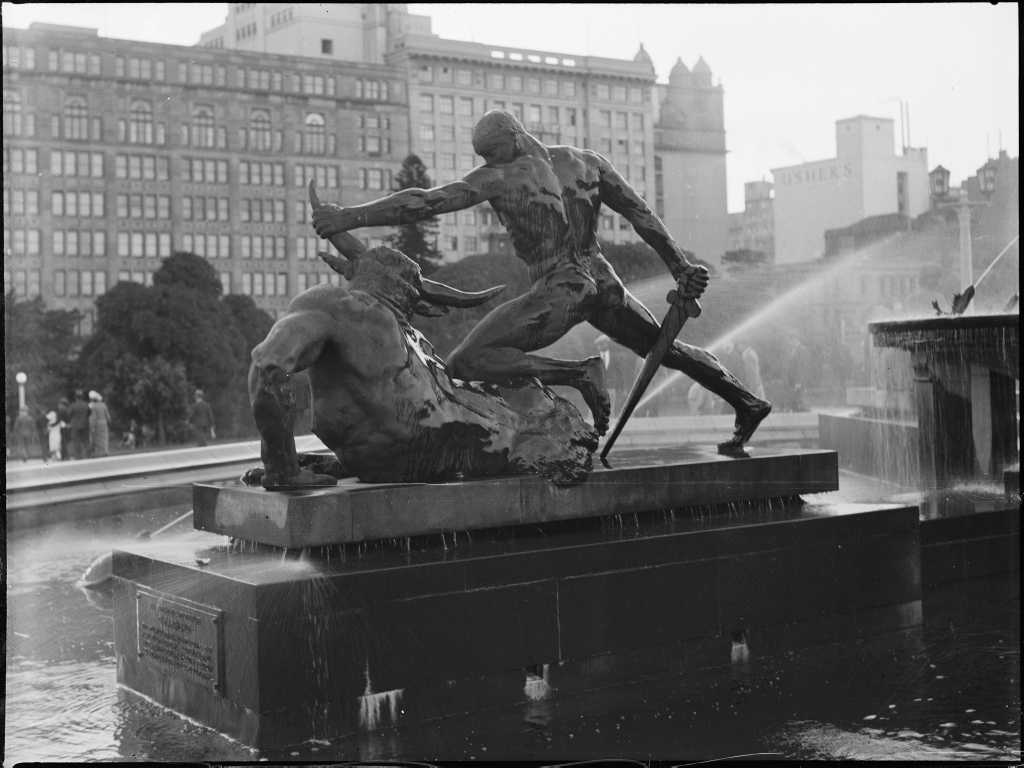
Скульптурная группа Тесей и Минотавр (1940-е годы)

Сикар был одним из выдающихся скульпторов своего времени, художником с классическим образованием, чьё творчество, по крайней мере частично, находило вдохновение в его исследованиях классического греческого и римского искусства и литературы. Представляя своё предложение по дизайну скульптурных групп, Сикард писал: «Аполлон олицетворяет искусство (красоту и свет). Аполлон протягивает правую руку в знак защиты и распространяет свои блага на всю Природу, в то время как в левой руке он держит Лиру. Аполлон — это тепло, которое оживляет, даёт жизнь всей Природе. От его лучей люди просыпаются, деревья и поля становятся зелёными, животные уходят в поля, а люди идут на работу на рассвете».
«Древний Плиний обожал солнце, символ Жизни. Именно по этой причине я хотел, чтобы эта фигура была главной в памятнике».
Описание фонтана продолжается: «У ног Аполлона Дневная звезда обозначена полукругом, лучи которого расходятся струями света (восходящее солнце). Головы лошадей олицетворяют коней колесницы Аполлона. Из ноздрей вода попадает в первую чашу, попадает во вторую и утекает в большой бассейн».
«Большой бассейн украшен шестью черепахами, которые пускают струи воды. Большой бассейн разделён на три группы; одна представляет Диану, богиню чистоты, мирных ночей, символ милосердия: идеал, который охраняет смертных — всё, что олицетворяет поэзию и гармонию. Группа Пана символизирует блага земли — это „Молодой Бог полей, пастбищ и деревни“. Третья группа представляет собой жертву ради общественного блага. Тесей, победитель Минотавра. Дух побеждает скотство. Тесей избавляет свою страну от выкупа, который она должна была заплатить этому чудовищу. Это жертва собой ради блага человечества. Между этими группами дельфины выбрасывают струи воды». Фонтан имеет электрическую подсветку и освещение в ночное время.
Сикар цитирует Плиния как один из древнеримских источников современного понимания качеств, предположительно представленных богами. Вместо того, чтобы просто использовать наглядные примеры работ, таких как работы Фидия, культового скульптора классических Афин, чьи отдельно стоящие и фризовые скульптуры представляют собой вершину классического изображения человеческой формы в более крупной бронзе или мраморе, Сикар использовал литературные источники, чтобы объяснить символы, стоящие за формой.
Его выбор классических фигур соответствовал европейской традиции скульптуры и архитектуры территории Гайд-парка. В трудах Сикара или даже в оценке его работ нет никаких указаний на то, что имело место какое-либо намерение связать фигуры в скульптурных группах с какими-либо религиозными или сексуальными темами.

## Сохранение
В 2013 году фонтан подвергся реставрационным работам, в том числе «тщательной очистке всех элементов, вощению бронзовых фигур и перетяжке гранитного основания и обрамления».

## Популярная культура

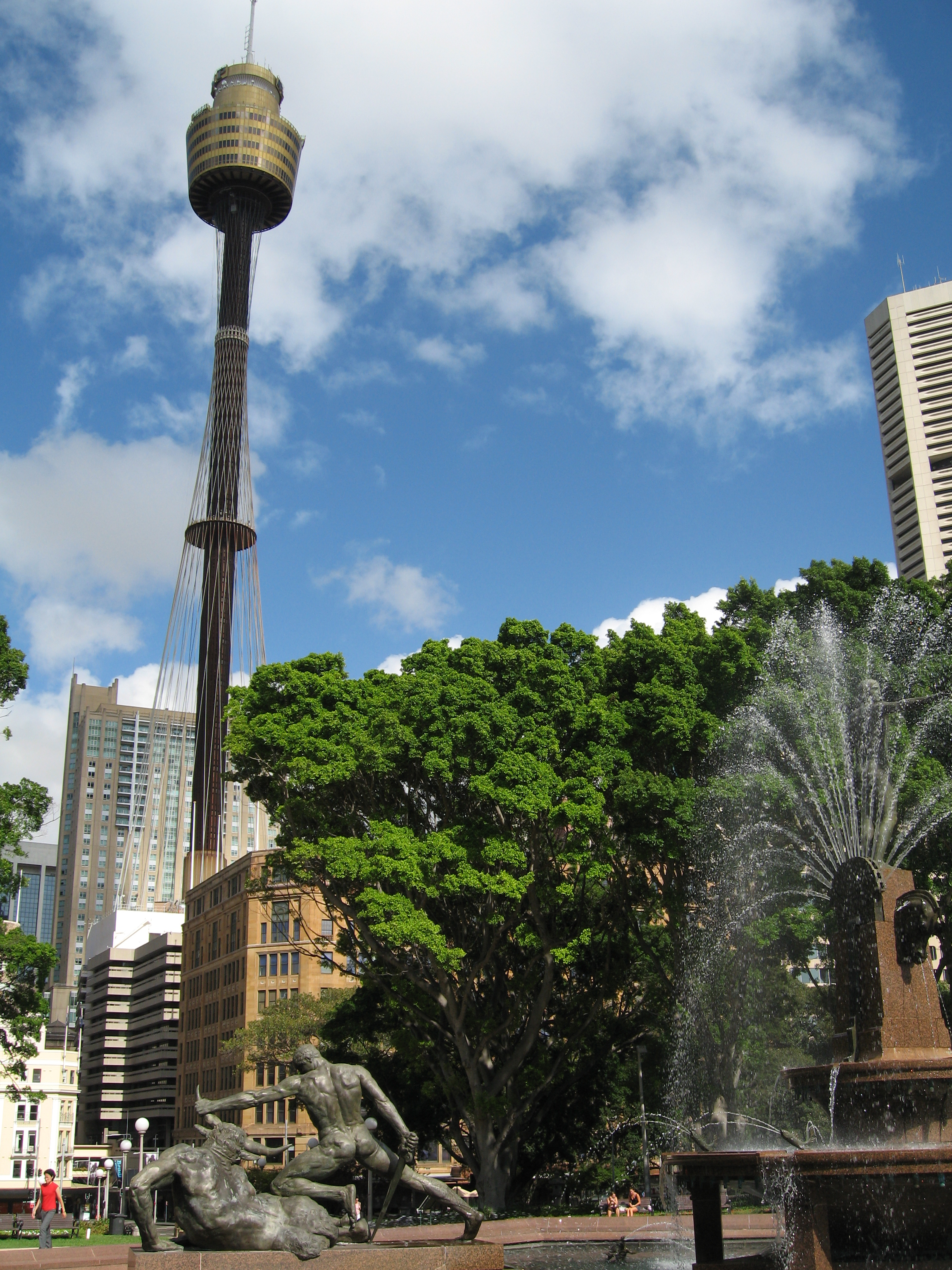
Фонтан с Сиднейской телебашней на заднем плане

Популярность фонтана Арчибальда объясняется «взаимодействием воды и скульптуры, а также маленькими элементами, которые нравятся детям». На протяжении многих лет он также был популярным местом для фотографий, уличных музыкантов, политических митингов и просто местом встреч. Фонтан находится на открытом пространстве, окружённом традиционными цветочными садами, а поблизости есть парковые скамейки, которые делают его популярным местом для городских работников в обеденное время.
Фонтан Арчибальда также известен как один из самых гомоэротичных образцов публичного искусства в Австралии. Для гей-сообщества со времён Второй мировой войны до 1950-х годов фонтан был «хитом». Действительно, это было место встречи для мужчин, которые хотели подобрать других мужчин для случайного секса по обоюдному согласию. Австралийская писательница Кайли Теннант также изображает Фонтан Арчибальда в своём романе 1967 года: «Скажи это утро», где она признаёт это как гомосексуальное свидание.